# Ladislao Kubala
Ladislao Kubala (Budimpešta, 10. lipnja 1927. – Barcelona, 17. svibnja 2002.) – mađarski nogometaš i trener slovačkog porijekla. Kasnije je dobio španjolsko državljanstvo.
Rođen je kao László Kubala Stecz u Budimpešti. Poznat je i kao Ladislav Kubala. Dolazi iz radničke obitelji, koja je pripadala slovačkoj manjini u Mađarskoj. Otac mu je slovačko-poljskog porijekla, a majka slovačko-mađarskog porijekla, oboje iz Bratislave. 

## Klupska karijera
Kao junior igrao je s puno starijima od sebe. S 18 godina potpisao je za Ferencváros, gdje je igrao sa Sándorom Kocsisem. Otišao je u Čehoslovačku 1946. godine, kako bi izbjegao vojni rok. Igrao je za Slovan iz Bratislave. Sljedeće godine vjenčao se s Annom Violom Daučík. Njen otac Ferdinand Daučík bio je trener Slovana, a i kasniji Kubalin trener u drugim klubovima. Vratio se u Mađarsku 1948. godine, kako bi ponovno izbjegao služenje vojske. Igrao je za Vasas. 
Kada je Mađarska u siječnju 1949. godine postala komunistička država, ilegalno je u stražnjem dijelu kamiona preko Austrije pobjegao u Italiju. Kratko je igrao za Pro Patriu. U svibnju 1949. godine dogovorio se, da igra za Torino. Trebao je nastupiti protiv Benfice, ali nije zbog bolesti. Na povratku s utakmice, svi igrači Torina poginuli su u zrakoplovnoj nesreći.
Mađarski nogometni savez tužio ga je FIFI, zbog bijega i neodazivanja služenju vojnog roka. FIFA ga je kaznila s jednogodišnjom zabranom igranja nogometa izvan domovine. 
U siječnju 1950. s trenerom Ferdinandom Daučíkom, osnovao je nogometni klub Hungaria, u kojem su igrali nogometaši izbjegli iz Istočne Europe. Na jednoj od prijateljskih utakmica, zapazili su ga skauti Real Madrida i Barcelona. Oba kluba htjela su, da potpiše za njih. Na kraju je došao u Barcelonu i ostvario veliku karijeru. Navijači Barcelone 1999. godine izabrali su ga za najboljeg igrača Barcelone u povijesti. Od 1951. do 1961. u 186 prvenstvenih utakmica postigao je 131 gol. Imao je izuzetne sposobnosti driblinga i kombinatorike. Posebno je poznat po izvođenju slobodnih udaraca. Zbog zabrane nastupanja, igrao je za Barcelonu tek od 1951. U dvije pripremne utakmice dao je 6 golova uz 5 asistencija. Pomogao je u osvajanju španjolskog kupa 1951. godine. U sezoni 1951./'52. postigao je 26 golova u 19 utakmica. Protiv Sporting Gijona dao je 7 golova, protiv Celte 5, a 3 protiv Seville i Racing Santandera. Trener je bio Ferdinand Daučík, a Barcelona je u toj sezoni osvojila 5 trofeja, prvenstvo i 4 kupa. Gotovo cijelu sljedeću sezonu, propustio je zbog tuberkuloze. Prijetio mu je prekid karijere. Ipak se oporavio i pomogao pred kraj sezone, u kojoj je Barcelona osvojila prvenstvo i kup. Dao je gol u finalu kupa.
Godine 1958. godine nagovorio je mađarske reprezentativce Sándora Kocsisa i Zoltána Czibora, da dođu u Barcelonu. Odlično su se uklopili. Barcelona je sljedeće godine osvojila prvenstvo i kup, a godinu kasnije prvenstvo i Kup velesajamskih gradova. Trener Helenio Herrera rijetko ga je stavljao u igru, a nakon što je dobio otkaz, ponovno je puno igrao. Godine 1961., postao je trener juniorske ekipe Barcelone, a u sezoni 1962./'63. i seniorske ekipe Barcelona. Dobio je otkaz nakon ispadanja u Kupu velesajamskih gradova od Crvene zvezde iz Beograda.

## Reprezentativna karijera
Igrao je za tri reprezentacije: Čehoslovačku, Mađarsku i Španjolsku, te još za reprezentaciju Europe i Katalonije u revijalnim utakmicama. Dok je igrao za Slovan iz Bratislave, odigrao je 6 puta za Čehoslovačku i zabio 4 gola između 1946. i 1947. godine. Nakon povratku u Budimpeštu 1948. godine, odigrao je 3 puta za Mađarsku bez postignutih golova. Nakon što je dobio španjolsko državljanstvo, igrao je za Španjolsku od 1953. do 1961. godine. U 19 utakmica dao je 11 golova (jedan hat-trick). Nikada nije igrao na europskim i svjetskim prvenstvima. Bio je uvršten u momčad za svjetsko prvenstvo 1962. godine, ali nije igrao zbog ozljede. 
Povodom 90. obljetnice engleskog nogometnog saveza, igrao je za reprezentaciju Europe na Wembleyu i postigao dva gola. Rezultat utakmice bio je 4-4. Odigrao je 4 puta i postigao 4 gola za reprezentaciju Katalonije. Posljednji put igrao je 1993. godine u 65. godini života. Igrao je prvih 10 minuta.

## Trenerska karijera
Nakon što je bio trener Barcelona, trenirao je Espanyol kao trener/igrač. U momčadi je bio i Alfredo di Stefano. Igrao je i njegov sin Branko Kubala. Godine 1966., bio je trener/igrač Züricha. Sljedeće godine trenirao je kanadski klub Toronto Falcons. U radu kluba sudjelovali su i ženin otac, njegov sin i Kubalin sin.
Vratio se u Španjolsku. Bio je trener nekoliko španjolskih momčadi te reprezentacije Španjolske. Bio je najduže do sada izbornik Španjolske od 1969. do 1980. godine. Vodio je reprezentaciju na Svjetskom prvenstvu 1978. godine, nakon 12 godina izbivanja. Ispali su u prvom krugu. Vodio je reprezentaciju i na Europskom prvenstvu 1980. godine, gdje su također ispali u prvom krugu.
Bio je izbornik španjolske reprezentacije na Olimpijskim igrama u Barceloni 1992. godine, kada su osvojili zlatnu medalju.
Bio je i izbornik reprezentacije Paragvaja 1995. godine.